# Ricardo Rojas (paragwajski piłkarz)
Ricardo Ismael Rojas Mendoza (ur. 26 stycznia 1971 w Posadas) – paragwajski piłkarz grający na pozycji lewego obrońcy. Posiada także obywatelstwo argentyńskie.

## Kariera klubowa
Urodzony w Argentynie Rojas karierę piłkarską rozpoczął w stołecznym mieście Paragwaju, Asunción, w tamtejszym klubie Club Libertad. W 1991 roku zadebiutował w jego barwach w paragwajskiej Primera División. W Libertad grał do 1995 roku, ale nie osiągnął znaczących sukcesów.
Latem 1995 roku Ricardo wrócił do Argentyny i został zawodnikiem Estudiantes La Plata, beniaminka argentyńskiej Primera División. Tam spędził cztery sezony, a w 1999 roku wyjechał do Europy. Był zawodnikiem portugalskiej Benfiki. Nie był tam jednak podstawowym zawodnikiem i rozegrał 32 spotkania przez dwa lata.
W 2001 roku Rojas został zawodnikiem jednego z czołowych klubów w Argentynie, Club Atlético River Plate. Tam stał się podstawowym zawodnikiem zespołu i stworzył blok obronny m.in. wraz z rodakiem Celso Ayalą. W 2002 roku wywalczył z River swój pierwszy tytuł - mistrzostwo fazy Clausra, a następnie powtórzył ten sukces w latach 2003 i 2004. W barwach River rozegrał 68 meczów i zdobył 2 gole. W 2006 roku odszedł do Belgrano Córdoba i w 2007 po sezonie zakończył piłkarską karierę.

## Kariera reprezentacyjna
W reprezentacji Paragwaju Sarabia zadebiutował w 1995 roku. W tym samym roku wystąpił na Copa América 1995, a w 1998 został powołany przez selekcjonera Paula Césara Carpegianiego do kadry na Mistrzostwa Świata we Francji. Tam był podstawowym zawodnikiem i wystąpił w czterech spotkaniach: zremisowanych 0:0 z Bułgarią i Hiszpanią, wygranym 3:1 z Nigerią oraz przegranym 0:1 w 1/8 finału z Francją. Ostatni mecz w drużynie narodowej rozegrał w 2006 roku, a ogółem w kadrze narodowej zagrał 47 razy.